# Saint-Alban, Côtes-d'Armor
Saint-Alban är en kommun i departementet Côtes-d'Armor i regionen Bretagne i nordvästra Frankrike. Kommunen ligger i kantonen Pléneuf-Val-André som tillhör arrondissementet Saint-Brieuc. År 2022 hade Saint-Alban 2 376 invånare.

## Befolkningsutveckling
Antalet invånare i kommunen Saint-Alban
Referens:INSEE